# Incidente del golfo de Tonkín
El incidente del golfo de Tonkín (Gulf of Tonkin incident en inglés) (Sự kiện Vịnh Bắc Bộ en vietnamita) hace referencia a una confrontación real (que sucedió el 2 de agosto de 1964) y a un supuesto enfrentamiento entre barcos de Armada de los Estados Unidos y  Vietnam del Norte (el 4 de agosto) en las aguas del golfo de Tonkín. El incidente se utilizó para intensificar la participación estadounidense en la guerra de Vietnam. Se presentaron videos como pruebas de dichos ataques y esto le sirvió de pretexto al presidente Lyndon B. Johnson para solicitar al Congreso una gran ampliación de las misiones militares que realizaban los soldados destinados como asesores militares en Vietnam, y con ello, el comienzo de la intervención masiva de los Estados Unidos en dicha guerra pasando de 60 000 soldados que ya operaban en Vietnam a 500 000 en los momentos de mayor intensidad del conflicto.
Originalmente, los reclamos estadounidenses culparon a Vietnam del Norte por ambos ataques.  La investigación posterior reveló que el segundo ataque nunca ocurrió;  la afirmación estadounidense de que se había basado principalmente en intercepciones de comunicaciones interpretadas erróneamente.

## Primer ataque (real)
El 31 de julio de 1964 se inició la primera etapa de una patrulla en el golfo de Tonkín; aguas que Vietnam del Norte reclamaba como de su soberanía, pero que Estados Unidos rechazaba. Inicialmente, una patrulla de rutina, se convirtió en una acción defensiva con repercusiones mundiales. El 2 de agosto de 1964, el USS Maddox, un navío de guerra en aguas internacionales a 28 millas de la costa de Vietnam del Norte (según declaraciones de las autoridades estadounidenses en aquel momento), fue interceptado por tres lanchas patrulleras de Vietnam del Norte. Las lanchas patrulleras, que estaban armadas con torpedos, se acercaron a altas velocidades desde varios kilómetros de distancia. El comandante del Maddox, el capitán John J. Herrick, ordenó a la tripulación del buque disparar a las lanchas patrulleras si se acercaban a menos de 10 000 metros. Cuando lo hicieron, los marinos norteamericanos dispararon tres rondas de advertencia a los barcos de Vietnam del Norte. Las lanchas patrulleras estuvieron a 5.000 metros, y dos de ellas lanzaron los torpedos hacia el Maddox. La nave alteró su rumbo para evitar los torpedos, que pasaron por el lado de estribor. En represalia, el Maddox disparó contra los tres barcos de Vietnam del Norte con sus cinco baterías, las lanchas patrulleras respondieron con disparos con sus ametralladoras. Cuatro aviones del portaaviones USS Ticonderoga, llegaron al lugar, atacando a las tres lanchas patrulleras. La combinación de fuego del Maddox y los aviones dañaron gravemente los tres barcos y les obligaron a retirarse a la base de la que procedían. Varios norvietnamitas fueron heridos, y cuatro murieron. Ningún estadounidense resultó herido y el Maddox no sufrió daños, uno de los cuatro aviones sufrió daños en el ala, pero no por el fuego enemigo.

## Segundo ataque
El 4 de agosto, el Maddox y su refuerzo, el USS Turner Joy, realizaron otra patrulla con el fin de «mostrar la bandera». Esta vez sus órdenes indicaron que los barcos se fueran a patrullar a no más de 11 millas (18 km) de la costa de Vietnam del Norte. Durante la noche y la madrugada hubo mal tiempo y mar gruesa, y los destructores recibieron señales de radar, sonar, y radio que creían parte de otro ataque de la marina de Vietnam del Norte. Durante dos horas los barcos dispararon contra objetivos de radar maniobrando con fuerza en medio de informes electrónicos y visuales de los enemigos. A las 01:27h, hora de Washington, Herrick envió un cable en la que admitió que el ataque no sucedió y que en realidad no había embarcaciones vietnamitas en la zona:
«Un examen más minucioso de la acción hace que muchos de los contactos notificados y torpedos disparados parezcan dudosos. Efectos meteorológicos excepcionales en el radar y sonar además de hombres demasiado ansiosos pudieron dar cuenta de muchos informes. No hay avistamientos reales ni visuales por el Maddox. Sugiero evaluación completa antes de que se adopten nuevas medidas».
Desde entonces, numerosos testimonios han apoyado la hipótesis de que no existió el ataque del 4 de agosto, incluido el comandante militar de Vietnam del Norte Vo Nguyen Giap, quien en 1995 admitió el del 2 de agosto, pero afirmó que los hechos del día 4 de agosto nunca ocurrieron.
En el otoño de 1999, el ejecutivo de ingeniería jubilado de la CIA S. Eugene Poteat escribió que a principios de agosto de 1964 se le pidió que determinara si el informe del operador de radar mostraba un ataque real de una lancha torpedera o uno imaginario. Pidió más detalles sobre el tiempo, el clima y las condiciones de la superficie. No se dieron más detalles. Al final llegó a la conclusión de que no hubo lanchas torpederas en la noche en cuestión, y que La Casa Blanca solo estaba interesada en la confirmación oficial de un supuesto ataque, y de ninguna manera en que no hubiera tal ataque en realidad.

## Casus belli

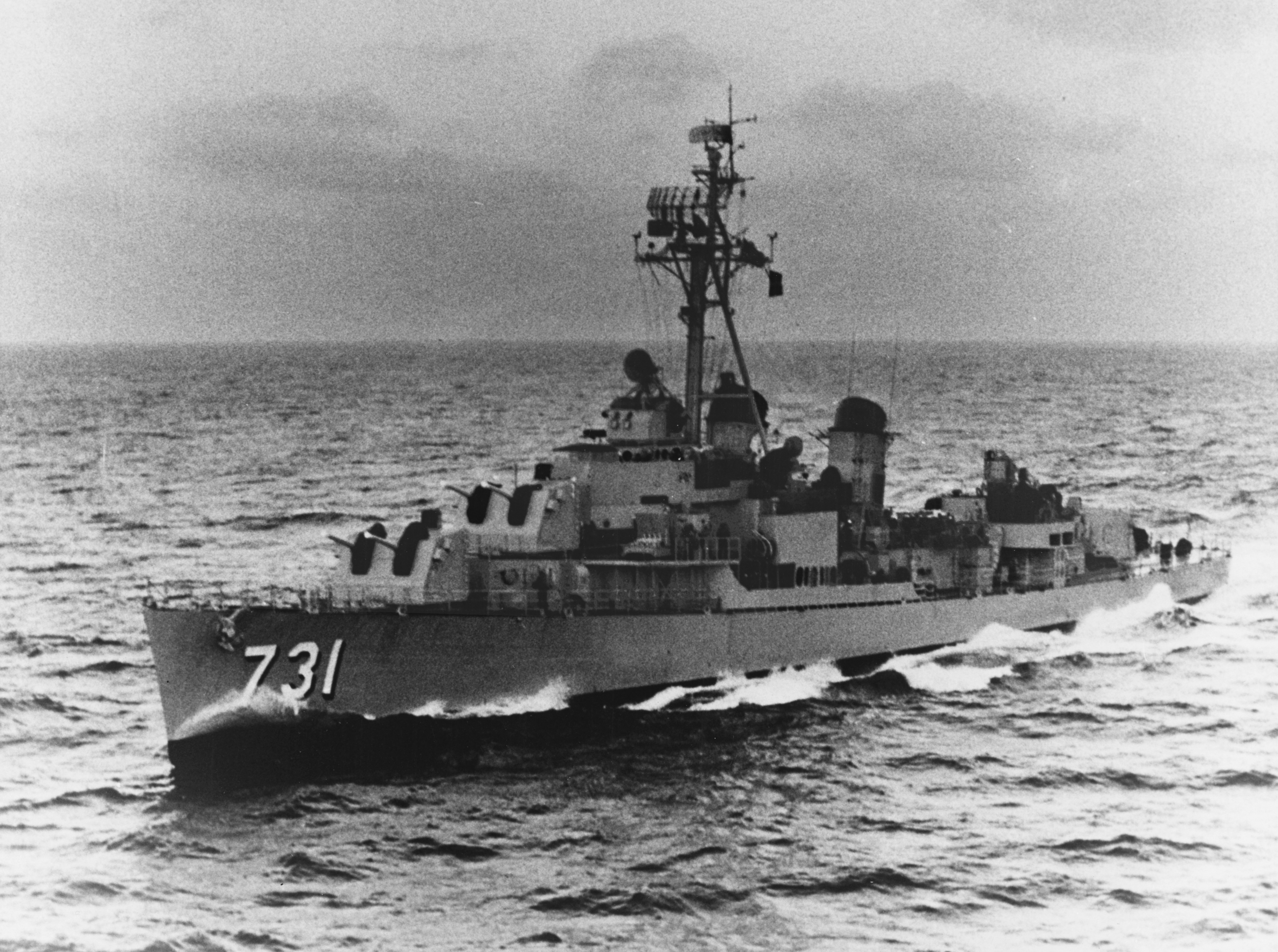
El USS Maddox, primer protagonista del incidente.

El presidente Lyndon B. Johnson, en respuesta a estas agresiones, convoca al Congreso el 7 de agosto para pedir apoyo total para una intervención más directa del gobierno en la guerra como represalia por los ataques (uno de ellos fabricado por los EE. UU.) del gobierno de Hanói.
El Congreso dio su apoyo al Presidente en una votación y autorizó el incremento de los bombardeos sobre el norte, así como el incremento de las fuerzas estadounidenses en la guerra; denominándose Resolución del Golfo de Tonkín. Hoy en día se sabe, tras la desclasificación parcial de los archivos secretos sobre la guerra, que el primer ataque al Maddox fue en realidad una trampa de la CIA para buscar una excusa que involucrara al gobierno en mucha mayor medida en la guerra, y que el segundo ataque nunca existió. La publicación el 13 de junio de 1971, a través del diario New York Times, de los llamados «papeles del Pentágono», un informe secreto elaborado por el Departamento de Defensa– de conversaciones telefónicas entre el presidente y Robert McNamara, mostraba las acciones del secretario de defensa, en una actitud deshonesta y dirigida por el propio gobierno, donde se desvelaba la existencia de operaciones secretas generadas por la CIA, con el objetivo de provocar un ataque vietnamita que justificara la consiguiente escalada bélica.
Documentos recientemente desclasificados proporcionaron todavía más pruebas de que el gobierno de Johnson fingió el incidente del Golfo de Tonkin para intensificar la Guerra de Vietnam. Un informe de la Agencia de Seguridad Nacional (NSA, por sus siglas en inglés) concluye: esa noche no ocurrió ningún ataque.